# Seznam bosansko-hercegovskih pisateljev
Seznam bosansko-hercegovskih pisateljev.

## A
- Ivo Andrić -

## B
- Lana Bastašić - Ismet Bekrić - Ahmed Burić (novinar - publicist...)

## Č
- Enes Čengić (bos.-hrv. novinar, Krležev biograf) - Rodoljub Čolaković - Velibor Čolić

## Ć
- Branko Ćopić - Svetozar Ćorović

## D
- Mak Dizdar - Hamid Dizdar - Enver Dizdar - Zija Dizdarević

## Đ
- Osman Đikić - Šerif Đogić - Gojko Đogo

## F
- Muhamed Filipović (1929 - 2020)

## G
- Milenko Goranović

## H
- Fadil Hadžić (komediograf) - Hamza Humo - Aleksandar Hemon (* 1964; bos.-amer.)

## I
- Nusret Idrizović - Željko Ivanković -

## J
- Miljenko Jergović - Borivoje Jevtić

## K
- Lejla Kalamujić - Dževad Karahasan (1953-2023) - Zdravko Kecman - Zilhad Ključanin (1960-2016) - Petar Kočić - Ramo Kolar - Veselko Koroman - Adriana Kuči (bos.-slovenska) - Skender Kulenović

## L
- Zdravko Latal (novinar) - Nebojša Lujanović - Vitomir Lukić

## M
- Marko Marković - Semezdin Mehmedinović - Sima Sarajlija Milutinović (1791-1847)

## N
- Alija Nametak - Azra Nuhefendić (novinarka)

## O
- Mladen Oljača - Josip Osti

## P
- Vladimir Pištalo (BiH-ZDA-Srbija)

## R
- Ranko Risojević

## S
- Isak Samokovlija - Mensur Seferović (1925-2020) - Bekim Sejranović - Meša Selimović - Abdulah Sidran - Ćamil Sijarić - Ibrahim Spahić (komparativist, teatrolog) - Božidar Stanišić - Saša Stanišić (bos.-nem.) - Emir Suljagić - Derviš Sušić -

## Š
- Hamid Ekrem Šahinović - Emir Šaković - Faruk Šehić - Sadik Šehić - Igor Štiks (*1977) - Zvonimir Šubić

## T
- Stevan Tontić - Zaim Topčić -

## V
- Rajko Vasić - Nenad Veličković (1962) -

## Z
- Almir Zalihić

## Ž
- Miodrag Žalica